# Боровіха
Борові́ха (рос. Боровиха) — село у складі Первомайського району Алтайського краю, Росія. Адміністративний центр Боровіхинської сільської ради.

## Населення
Населення — 7037 осіб (2010; 6765 у 2002).
Національний склад (станом на 2002 рік):
- росіяни — 95 %